# 3153 Lincoln
3153 Lincoln este un asteroid din centura principală, descoperit pe 28 septembrie 1984 de Brian Skiff.